# Relações entre Reino Unido e Vietnã
As relações entre o Reino Unido e o Vietnã (em vietnamita: Quan hệ Vương quốc Anh - Việt Nam) referem-se às relações entre as nações. Eles estabeleceram relações diplomáticas em 11 de setembro de 1973, três anos antes da reunificação do Vietnã. Ambos os países participam do Acordo Abrangente e Progressivo para a Parceria Transpacífico.

## Relações econômicas
O Reino Unido e o Vietnã firmaram um acordo de parceria estratégica para impulsionar os laços bilaterais em 2010.
O comércio entre o Reino Unido e o Vietnã é regido pelo Acordo de Livre Comércio entre o Reino Unido e o Vietnã, um acordo comercial de continuidade baseado no Acordo de Livre Comércio entre a União Europeia e o Vietnã, que entrou em vigor em 1º de janeiro de 2021.
Em julho de 2023, o Reino Unido assinou o acordo para aderir ao Acordo Abrangente e Progressivo para a Parceria Transpacífico, um bloco comercial do qual o Vietnã é membro fundador.

## Missões diplomáticas
O Reino Unido mantém uma embaixada em Hanói.
O Vietnã mantém uma embaixada em Londres.